# Hudong
Hudong (chiń. 互动在线, pinyin: Hùdòng Zàixiàn) – chińska komercyjna sieć społeczna zawierająca m.in. największą chińskojęzyczną encyklopedię internetową. 
Encyklopedia ta działa w oparciu o mechanizm wiki. Stworzona w 2005 roku przez Pan Haidonga. W czerwcu 2010 roku znajdowało się w niej ponad 4,6 mln artykułów i ponad 2,20 mln zarejestrowanych użytkowników. Podobnie jak w innej chińskiej encyklopedii internetowej, Baidu Baike, zamieszczane informacje zgodnie z obowiązującym w ChRL prawem podlegają cenzurze.

## Porównanie z Wikipedią
W przeciwieństwie do Wikipedii, której zawartość udostępniona jest pod wolną licencją copyleft, zawartość encyklopedii Hudong jest zastrzeżona prawami autorskimi, natomiast Hudong ukierunkowany jest na uzyskanie zysku. Hudong używa swojego własnego oprogramowania zwanego HDWiki, które wymaga licencji (chociaż oferowane jest bezpłatnie dla użytkowników nie prowadzących działalności gospodarczej), podczas gdy Wikipedia używa wolnego oprogramowania MediaWiki. W porównaniu z Wikipedią, Hudong oferuje użytkownikom większą personalizację i rozbudowę profilów, umożliwiając zakładanie blogów, forów czy grup dyskusyjnych. Sukces encyklopedii Hudong (oraz Baidu Baike) odbył się w kontekście blokady Wikipedii w Chinach.